# Jana Moltašová
Jana Moltašová (* 11. listopadu 1948) byla česká a československá vědecká pracovnice v oblasti jaderného výzkumu, politička Komunistické strany Československa a poslankyně Sněmovny lidu Federálního shromáždění za normalizace.

## Biografie
K roku 1986 se zmiňuje profesně jako vědecká pracovnice,  odbornice v oboru jaderné energie. V roce 1990, tedy v době, kdy jaderné elektrárny byly považovány za nebezpečné, obhajovala rozvoj jaderné energetiky v Československu. Vystupovala tak jako místopředsedkyně Sněmovny lidu a výzkumná pracovnice Ústavu jaderného výzkumu v Řeži.
Ve volbách roku 1986 zasedla za KSČ do Sněmovny lidu. (volební obvod č. 27 – Říčany, Středočeský kraj). Ve Federálním shromáždění setrvala do konce funkčního období, tedy do svobodných voleb roku 1990, byla místopředsedkyní tehdejší Sněmovny lidu. Netýkal se jí proces kooptací do Federálního shromáždění po sametové revoluci.